# Kai Feller

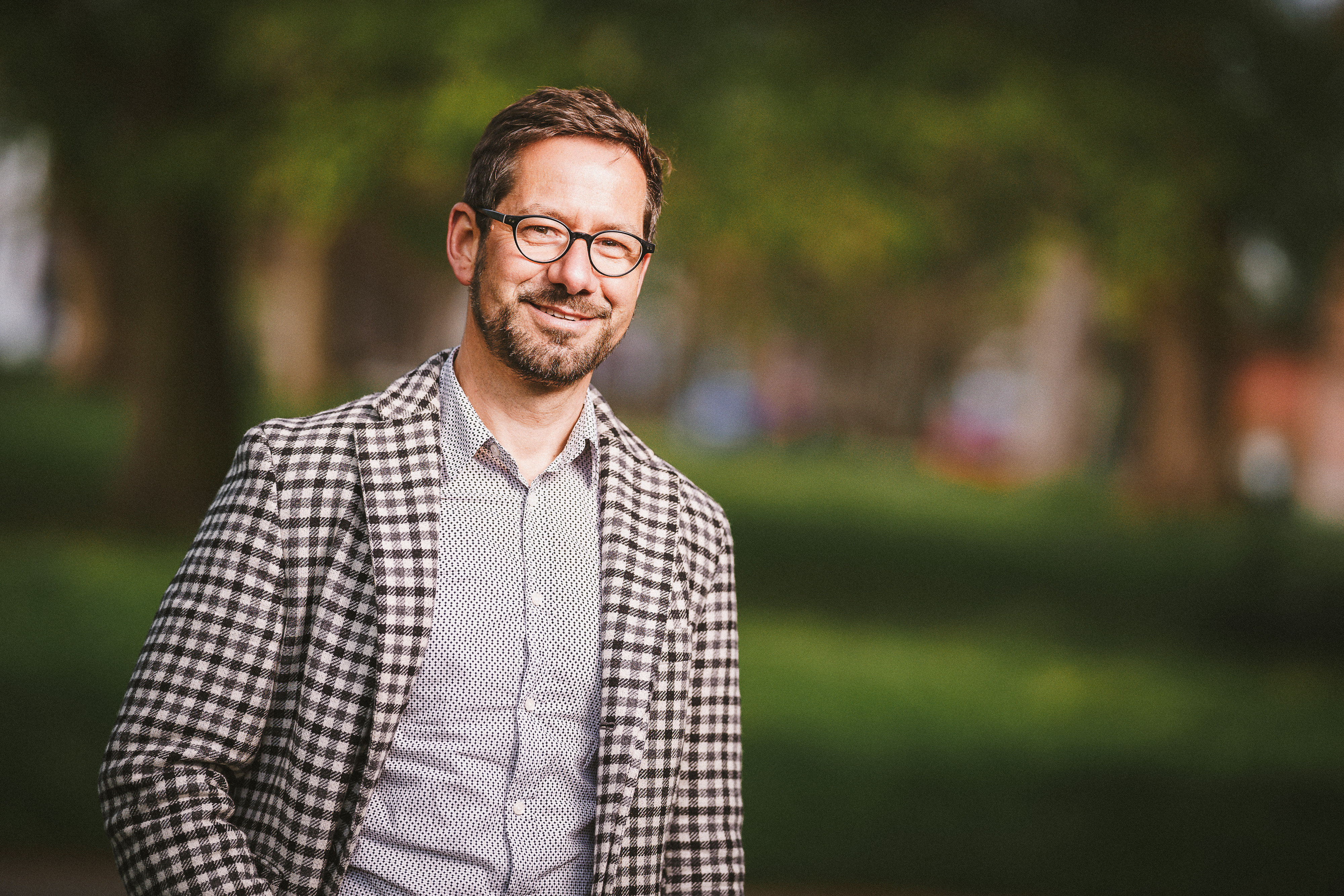
Kai Feller (2023)

Kai Feller (* 10. November 1971 in Berlin-Pankow) ist ein deutscher evangelischer Pastor. In der DDR gehörte er zu den Schülern, die 1988 in der Ossietzky-Affäre von ihrer Schule verwiesen wurden. Seit Dezember 2019 ist Feller als Pastor der Nordkirche an der ökumenischen Arbeitsstelle des Kirchenkreises Lübeck-Lauenburg tätig.

## Leben

### Ossietzky-Affäre
Gemeinsam mit Katja Ihle, Philipp Lengsfeld und Benjamin Lindner wurde Kai Feller am 29. September 1988 von den übrigen Klassenmitgliedern an der Carl-von-Ossietzky-Oberschule aus der Freien Deutsche Jugend ausgeschlossen und am 30. September vor versammelter Schülerschaft der Schule verwiesen. Trotz massiver Proteste innerhalb und außerhalb der DDR erfolgte die Rehabilitierung der vier Ossietzky-Schüler erst im Zuge der friedlichen Revolution im November 1989. Jens Reich nannte in dieser Zeit die „mutigen Ossietzky-Schüler“ „Pioniere“ der 89er-Bewegung in der DDR.

### Weitere schulische Laufbahn, Studium und Beruf

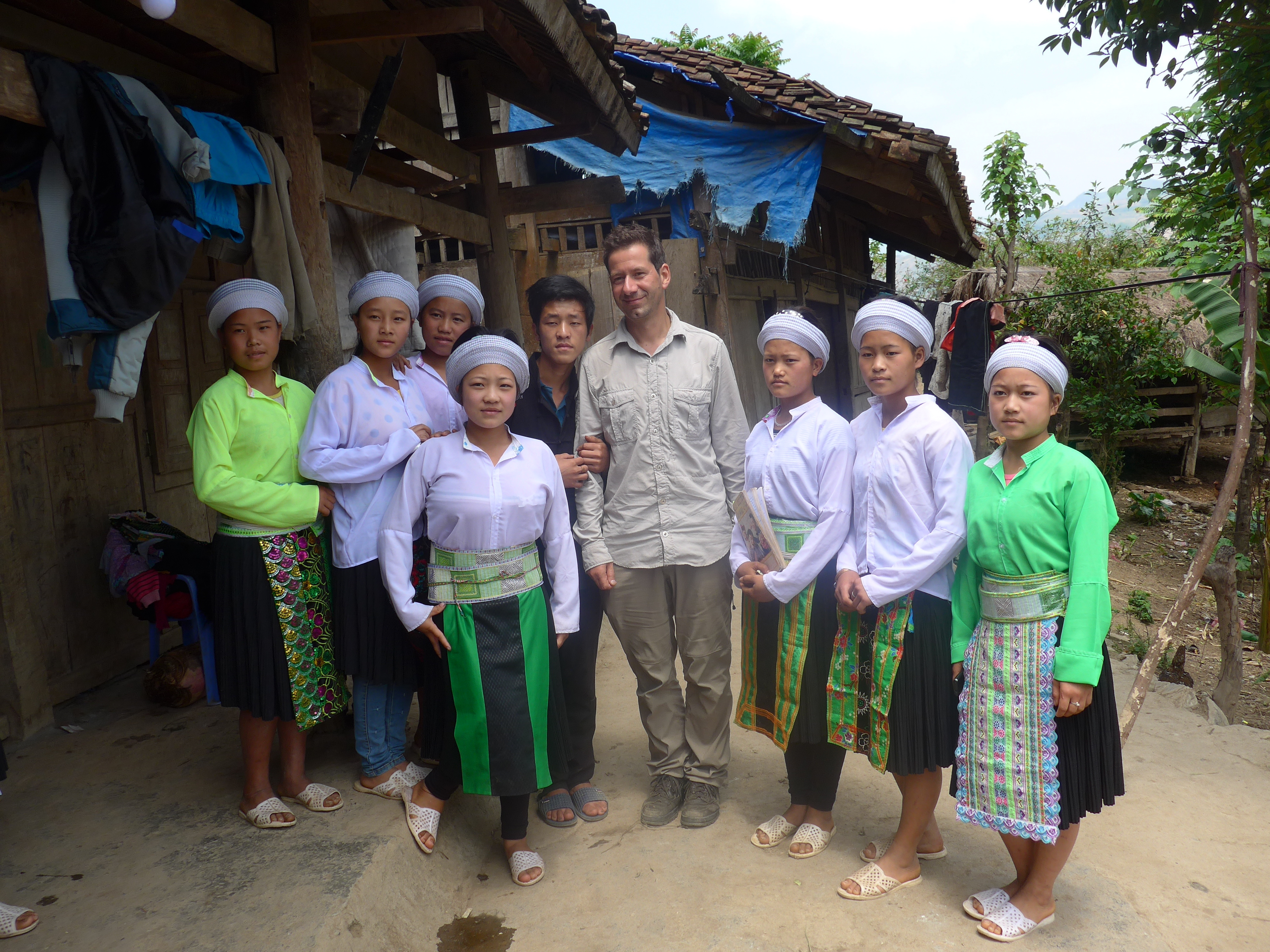
Pastor Kai Feller mit Anhängerinnen der Duong Van Minh Religion nach einem Gottesdienst (2015)

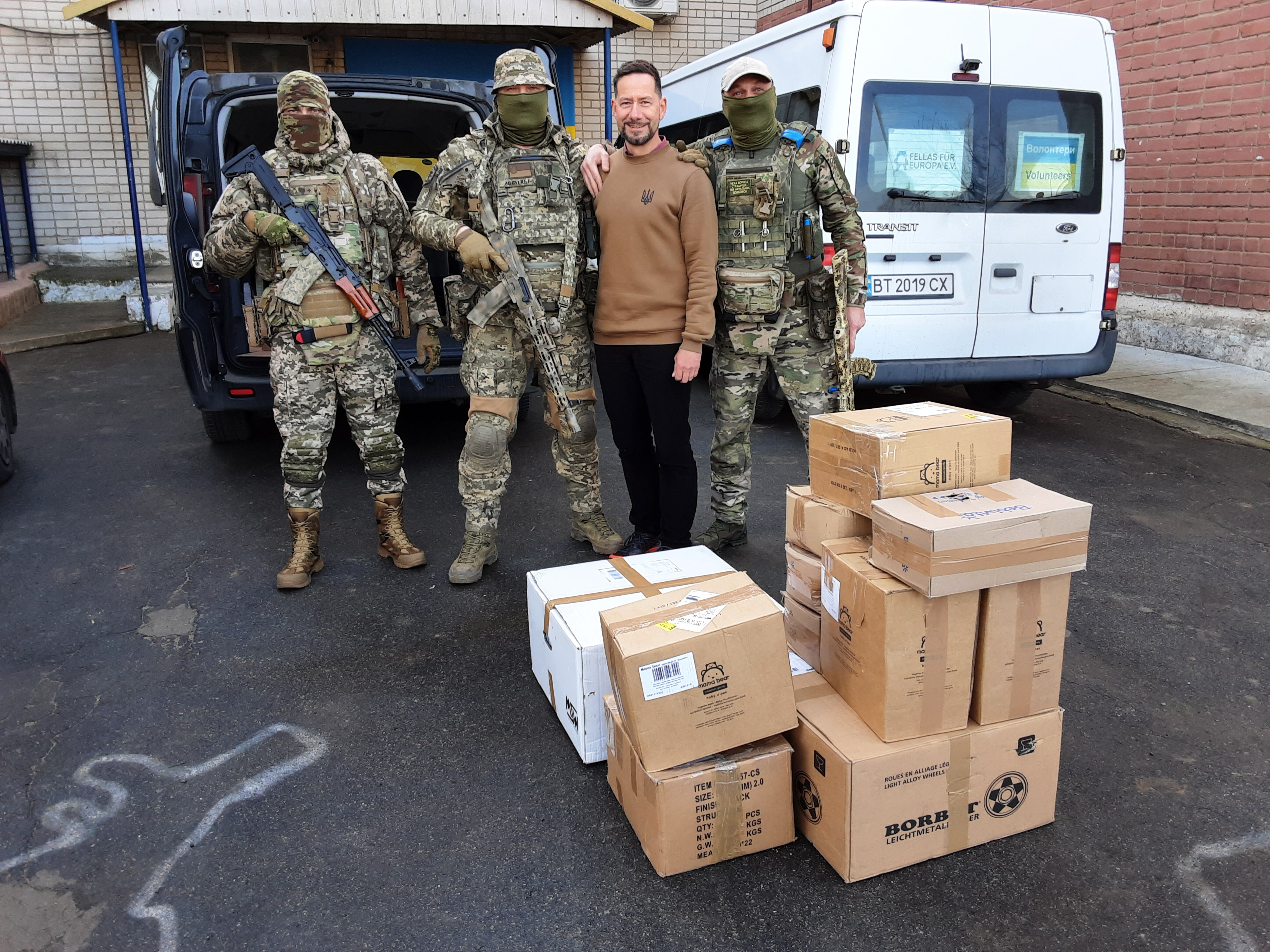
Pastor Kai Feller mit ukrainischen Soldaten in der Frontstadt Cherson (2025)

Nach seinem Verweis aus der Ossietzky-Oberschule arbeitete Feller zunächst in einem Kinderheim der Stephanus-Stiftung in Berlin-Weißensee, bevor er zwischen 1989 und 1992 sein Abitur am Evangelischen Gymnasium in Potsdam-Hermannswerder machte. 1992 begann er ein Studium der Evangelischen Theologie und Klassischen Philologie an der Humboldt-Universität zu Berlin, das er 1999 als Theologe abschloss. Von 1999 bis 2002 war Feller Vikar an den Kirchen St. Petri, St. Marien und St. Jakobi der Rostocker Innenstadtgemeinde. Danach war er von 2002 bis 2019 Pastor der Evangelischen Kirche Steffenshagen.
Seit Dezember 2019 ist Kai Feller als Ökumene-Pastor der Nordkirche an der ökumenischen Arbeitsstelle des Kirchenkreises Lübeck-Lauenburg tätig.
Kai Feller ist Vorstandsmitglied des Landesausschusses der Nordkirche für den Deutschen Evangelischen Kirchentag und arbeitet im Ausschuss für Gerechtigkeit, Frieden und Bewahrung der Schöpfung der Synode der Nordkirche mit.
Kai Feller engagiert sich für die ethnisch-religiöse Minderheit der Hmong in Vietnam und unterstützt die belarussische Demokratiebewegung und ihre Proteste.
Am 13. Dezember 2020 empfing Kai Feller bei einer Kundgebung des Vereins RAZAM e. V. die demokratische Präsidentschaftskandidatin von Belarus, Swjatlana Zichanouskaja, in Berlin.
Seit Beginn der russischen Großinvasion unterstützt Pastor Kai Feller die Ukraine bei ihrer Selbstverteidigung. Kooperationspartner für humanitäre Hilfe sind Ratzeburg Hilft e. V., Fellas for Europe e. V. und der Entwicklungsdienst der Nordkirche. Im Jahre 2025 besuchte er die Frontstadt Cherson, wo er den Bau einer unterirdischen Schule begleitete und Vertreter von Militär und Zivilgesellschaft traf. Besonders beeindruckt zeigte sich Pastor Kai Feller von den Menschen, „die glauben, dass sie zum Beispiel 2026 die Krim zurückerobern können“.